# علية سلطان
علية سلطان هي إحدى بنات السلطان العثماني مراد الخامس. وُلدت في 24 أغسطس 1880 في قصر جراغان، وتوفيت في 19 سبتمبر 1903 في إسطنبول.